# Remelana jangala
Remelana jangala là một loài bướm ngày thuộc họ Bướm xanh. Chúng được tìm thấy ở châu Á.

## Hình ảnh

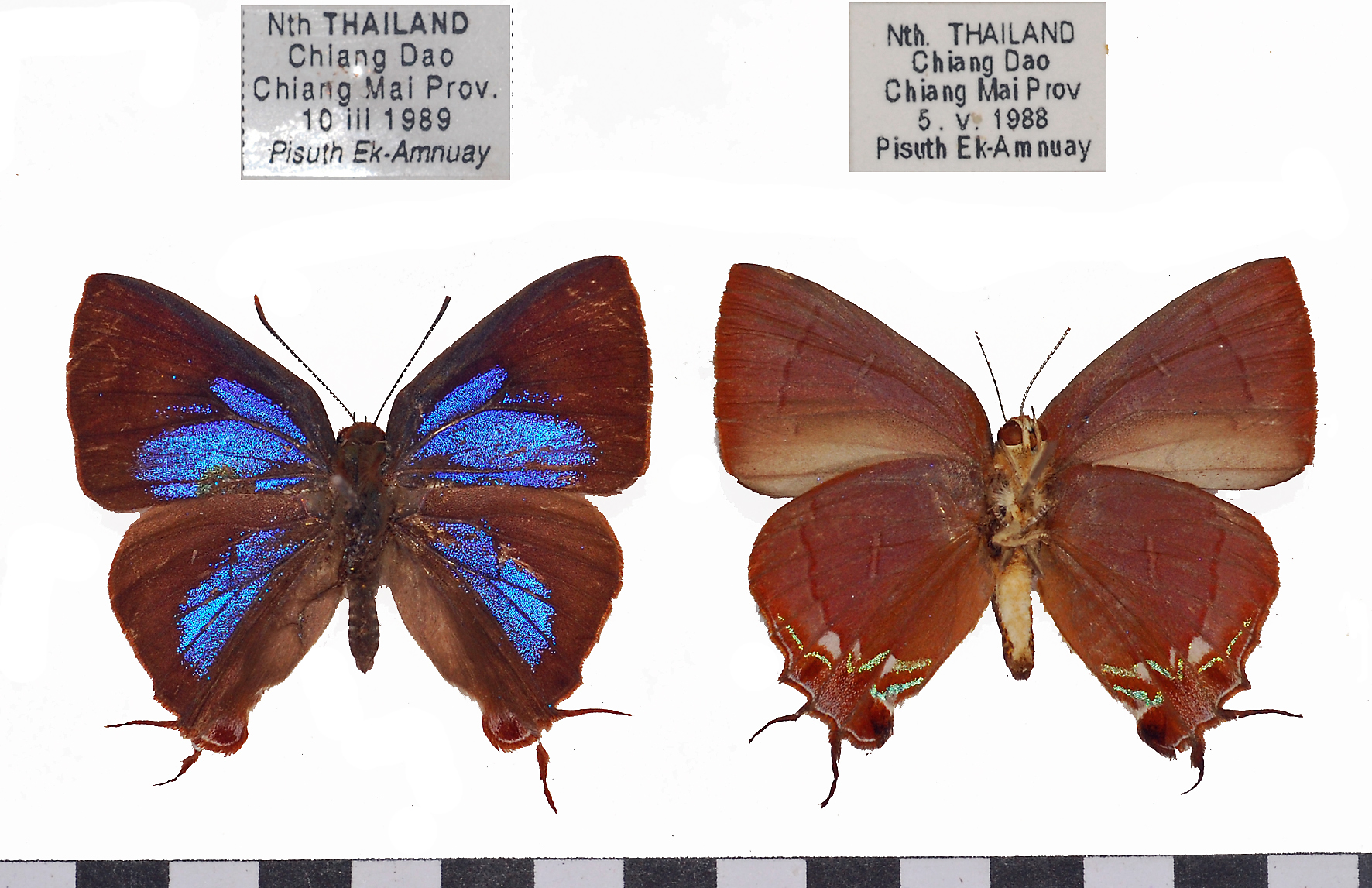
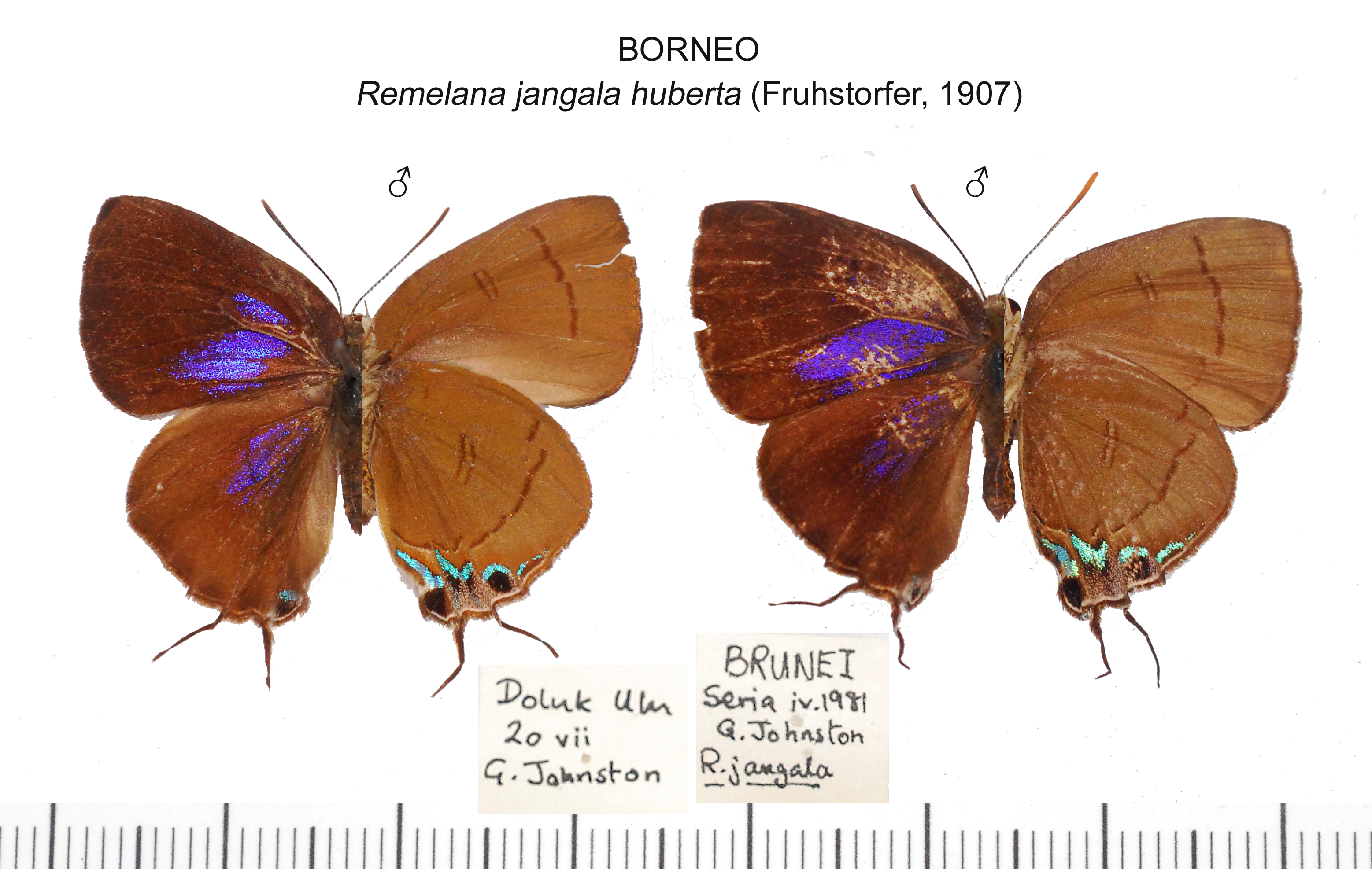
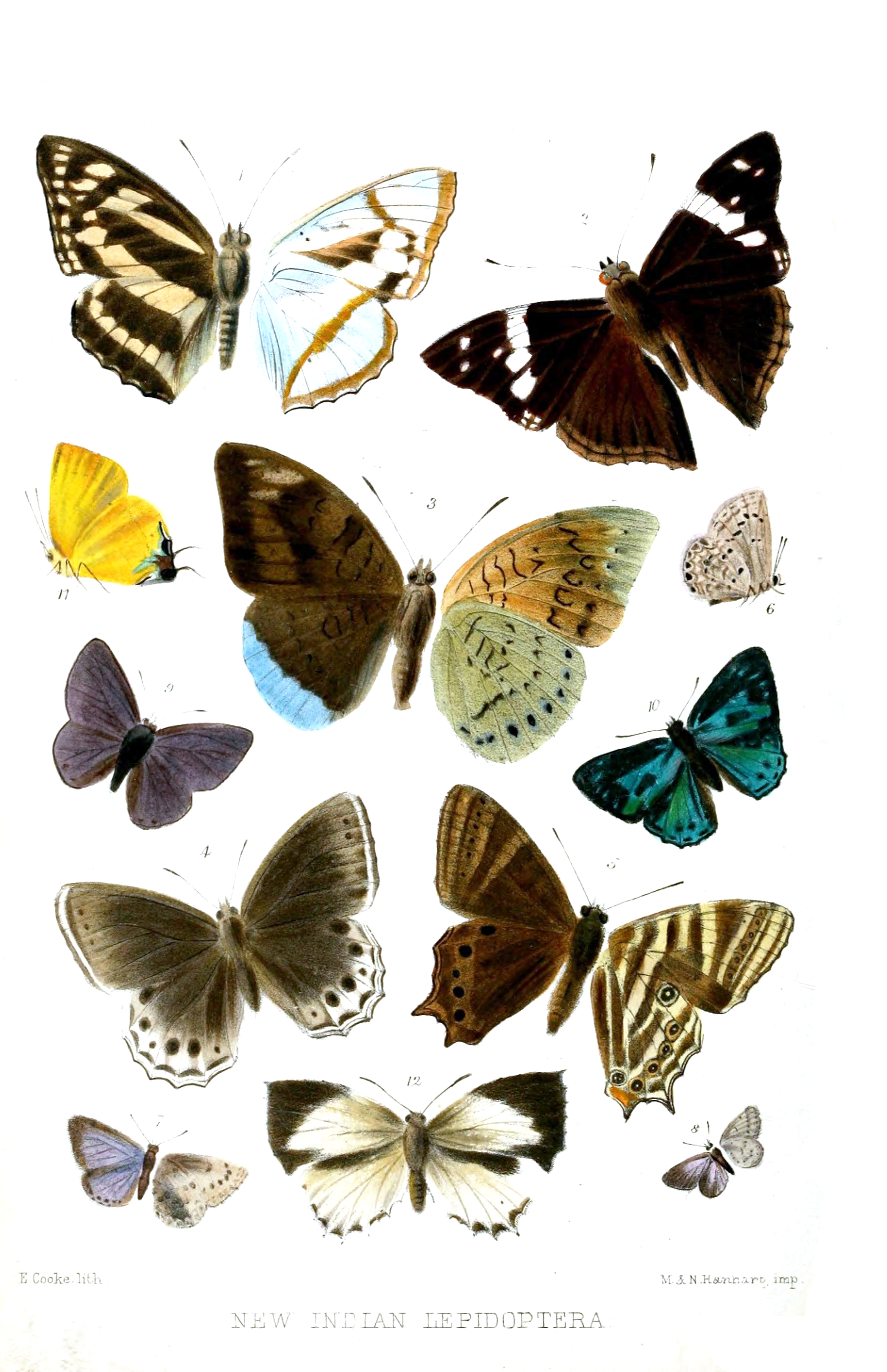
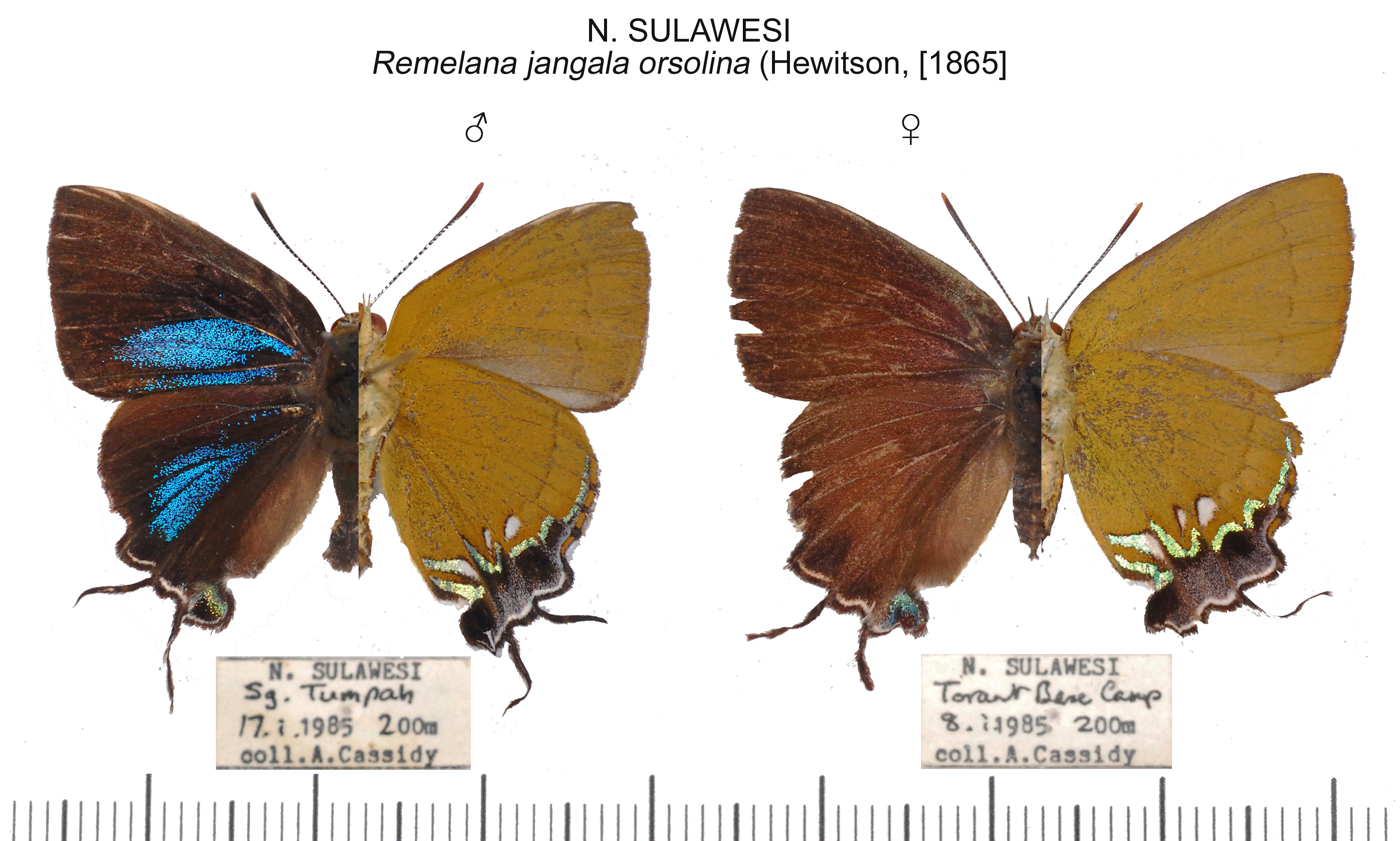
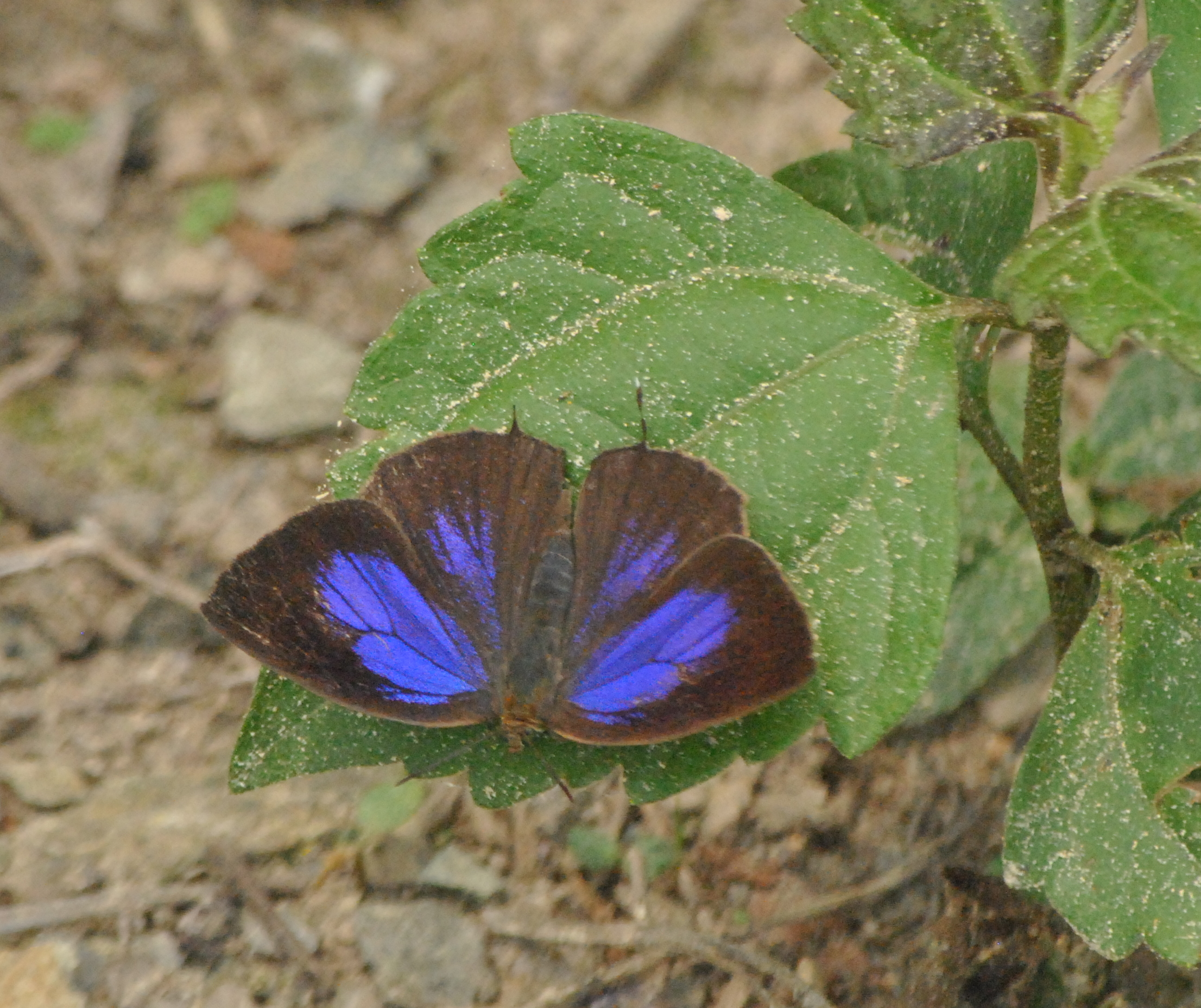